# Lü Wenjun
Lü Wenjun (呂文君T, 吕文君S, Lǚ WénjūnP; Shanghai, 11 marzo 1989) è un calciatore cinese, attaccante dello Shanghai Port.

## Palmarès

### Club

#### Competizioni nazionali
- China League Two: 1

Shanghai SIPG: 2007
- China League One: 1

Shanghai SIPG: 2012
- Campionato cinese: 3

Shanghai SIPG: 2018, 2023, 2024
- Supercoppa di Cina: 1

Shanghai SIPG: 2019
- Coppa di Cina: 1

Shanghai Haigang: 2024